# Cetrimoniumchlorid
Cetrimoniumchlorid ist eine chemische Verbindung aus der Gruppe der quartären Ammoniumverbindungen und Chloride. In den Eigenschaften gleicht es Cetrimoniumbromid.

## Gewinnung und Darstellung
Cetrimoniumchlorid kann durch Reaktion von Hexadecylamin mit Methylchlorid oder Trimethylamin mit Cetylchlorid gewonnen werden.

## Eigenschaften
Cetrimoniumchlorid ist ein brennbarer, schwer entzündbarer, hygroskopischer, weißer Feststoff, der löslich in Wasser ist.

## Verwendung
Cetrimoniumchlorid wird als Gerinnungsmittel (Antibiotika-Produktion) und Antistatikum und Weichmacher (Textilindustrie) verwendet. Es wird auch als topisches Antiseptikum und Kationtensid eingesetzt. Es wird in Haarpflegeformulierungen, Cremespülmitteln, Haarspülungen und Shampoos als Konditionierungsmittel eingesetzt.